# Açude São Mateus
Açude São Mateus är en reservoar i Brasilien.   Den ligger i delstaten Ceará, i den östra delen av landet, 1 600 kilometer nordost om huvudstaden Brasília. Açude São Mateus ligger 148 meter över havet.
Omgivningarna runt Açude São Mateus är huvudsakligen savann. Runt Açude São Mateus är det ganska tätbefolkat, med 52 invånare per kvadratkilometer.